# Brattskarvbrekka
Brattskarvbrekka är ett bergspass i Antarktis. Det ligger i Östantarktis. Norge gör anspråk på området. Brattskarvbrekka ligger 1 522 meter över havet.
Terrängen runt Brattskarvbrekka är kuperad söderut, men norrut är den platt. Trakten är obefolkad. Det finns inga samhällen i närheten. 